# オルバースのパラドックス

星が限りなくあるのであれば、夜空はこのようにいたるところ輝いて見えるはずだが、実際にはそう見えないのはなぜだろうか。

オルバースのパラドックス（Olbers's paradox, Olbers' paradox）とは、「宇宙の恒星の分布がほぼ一様で、恒星の大きさも平均的に場所によらないと仮定すると、空は全体が太陽面のように明るく光輝くはず」というパラドックスである。
その名は、18 - 19世紀の天文学者であるヴィルヘルム・オルバースに由来する。ただしオルバースが最初に提起したわけではない。オルバースの逆説、オルバースの逆理、オルバースの背理、ド・シェゾー＝オルバースのパラドックス（de Cheseaux-Olbers paradox）などともいう。
このパラドックスの帰結は、星は距離の2乗に反比例して見かけの面積が小さくなるが、距離が遠い星の数は距離の2乗で増えるので、これらはちょうど打ち消しあい、どの方向を見てもいずれかの星のまばゆい表面がみえるはずだという推論に基づく。現在では、そのために必要な距離や時間あるいは星の密度は、実際の宇宙の大きさ・年齢・密度よりおよそ10兆倍も大きなものとなることが明らかとなったため、パラドックスの前提は成立しないことがわかっている。
これと同様に「宇宙が一様で無限の広がりを持つ」ことを前提とした天文学のパラドックスにゼーリガーのパラドックスがある。

## 概説

### パラドックスの内容

もし星がどこまでも偏りなく分布しているなら、星の表面の割合はどの距離を考えてもほぼ等しいはずである。このときどの方向をみてもほとんど必ず星の表面が見え、夜空の暗闇は消え去っていたはずだ。

ガリレオが始めに見出したように、夜空を望遠鏡で観察すれば、肉眼では見ることのできなかった暗い星を多数見ることができ、星の世界は遥か彼方まで広がっているように思える。一方、こうした星は空を覆い尽くすことなく、その間には遥かに広い暗闇が広がっているのもわかる。16世紀ごろより20世紀の初めまで天文学者は宇宙が無限に広がっているのではないかと想定してきたが、そのときこうした広大な宇宙では全体が太陽面のように輝くはずであり、夜空の暗闇という観測事実と相容れない謎であることを示したのがオルバースのパラドックスであった。
もし宇宙が無限に広く一様に星が分布しているのなら、地上から空を見上げた視線は、やがていずれか星の表面にほぼ間違いなくたどり着くだろう。この直観は次のような考察からより明確となる。ある物が視野の中に占める見かけの面積は、その物が遠ざかるほど小さくなり、倍の距離となればその見かけの面積は1/4となる。このとき見かけの面積あたりの明るさは同じであり、明るさもまた1/4となる。この事情は恒星でも同じである。例えば、もし地球から100光年の距離にある星が倍の200光年に遠ざかれば、見かけの面積と明るさは1/4となる。その一方で、距離100光年付近（例えば前後1光年）にある星の数と、その倍、200光年の同じ幅にある星の数とを比べると、後者はほぼ4倍の体積を考えていることになり、星が宇宙にほぼ一様に分布しているなら、後者にはほぼ4倍の数の星が含まれているだろうと考えることができる。さらに星の大きさも場所によらないと考えれば、結局、100光年付近の星すべての見かけの面積の総和と、200光年付近の星すべての見かけの面積の総和は、ほとんど変わらないと期待することができる。
このことは、どんな距離を考えても一般に成り立つ。すなわち、n 倍の距離を考えれば、星の見かけの面積は 1/n2 倍となる一方で、考えている領域の大きさは n2 倍となるので、結局、星全体の見かけの面積は距離に依存しない（右上の模式図を参照）。よって、宇宙が十分大きければ、よほど星が特殊な配置をしていない限り、より遠い距離までの星を考えるとともに空は星の表面によって一定の割合で埋め尽くされていかなければならないことになる。このとき、見かけの面積あたりの明るさは距離によらないので、恒星がどれも太陽と同じ程度に輝いているとすれば、空は太陽表面のようなまばゆい光で覆い尽くされる。この明るさは、我々が太陽表面まで降りていったときの明るさと考えることもできる。結局、宇宙の構造が場所によらない、すなわち宇宙の恒星の分布がほぼ一様で、光度も大きさも平均的に場所によらないという妥当と思われた仮定をおくと、無限もしくは十分に大きな宇宙では、実際の夜空の背景がなぜ暗いのか説明が必要な事柄となる。

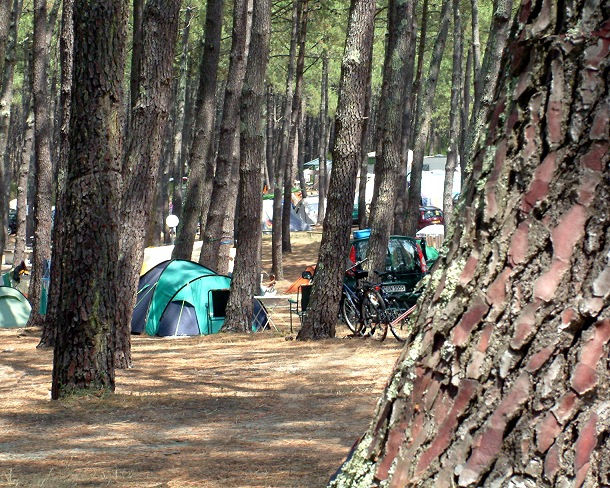
十分大きな森では、幹にさえぎられて森の向こう側を見通すことが出来ない。これはオルバースのパラドックスの推論が示す事柄の2次元版と見なすことができる。

この議論はまた、しばしば平坦な森の中でみる木々の幹に例えられる。森は2次元に広がるので、森の中の観測点からある距離にある木々の数は距離に比例して（距離の1乗で）増えるが、その幹の見かけの幅も反比例（逆1乗）で小さくなり、各距離での見かけの幅の合計は距離によらないと期待される。小さな林ならば、木々の幹の隙間から向こう側の風景を望むことができるが、木々が偏りなく分布しているのなら、ある程度大きな森では周囲は様々な距離にある木々の幹で覆いつくされ、森の向こうを見通すことができない。

### パラドックスの解決
近代科学の黎明期以降、宇宙が無限の大きさをもつのだと想定されるとともに、このパラドックスは17世紀のヨハネス・ケプラー、18世紀のエドモンド・ハレー、ジャン＝フィリップ・ロイス・ド・シェゾー、19世紀のH・ヴィルヘルム・オルバースなどによって気づかれてきたものであった。特にシェゾーは1744年に現在提示されるものと同じパラドックスの明確な定量的記述を行っている。一方、このパラドックスに対しこれらの人々によって過去に提案されてきた解答は、時代ごとの宇宙像とその変遷を反映する多様なものとなった。大別するならそれらの解答は、宇宙が限られていることによって実際には星は空を覆うほどまでは存在していないとするものと、星は確かに空を覆うように存在するのだが何らかの事情で見えないとするものとに分けられる。ケプラーは前者の解答を、その後のハレー、シェゾー、オルバース、そして20世紀半ばのハーマン・ボンディなどは、論拠は様々であるものの後者の解答を提示した。
しかし現在では、前者の解答が正しいこと、すなわち単に星は空を覆いつくすほどには存在していないのだということがわかっている。森が木の幹で見通せなくなるのに森にある程度の大きさが必要なように、夜空が星で覆いつくされるためには、無限とはいかずとも宇宙がある距離を越えて空間的に非常に広くなければならない。また光速が有限であるため、そのような広大な空間を光が伝わってくるような非常に長い時間の昔から星が輝いていたとすることも必要となる。著名な物理学者ケルヴィン（ウィリアム・トムソン）は1901年の論文において、恒星の寿命がこれに必要な時間には遠く及ばないことに注目し、もともと暗闇には十分に星が存在していないためにパラドックスの前提が成立していないという解答を定量的に示した。当時の恒星の年齢の見積もりは現在とは異なっていたものの、恒星が一生の間に放射しうる光の量に注目したその議論は、現在においてもパラドックスの解決において本質的である。しかしケルヴィンの古典的宇宙像における解決は、その後の一般相対性理論の登場と膨張宇宙論という20世紀の宇宙論の激変の影で長らく注目されないままとなった。
現在の知見にもとづく見積もりによると、星が今のまま輝き続けたとしても、現在の宇宙の年齢より10兆倍の時間を経なければ、宇宙は星の放射で満たされることがない。しかし宇宙に現実に存在する物質の量では恒星をそこまで長く輝き続けさせることはできず、このことは、本質的に宇宙に物質が足りていないことを示している。パラドックスが成立するためには現実の宇宙のおよそ10兆倍の密度で星が存在していなければならない。
実際の夜空の暗闇の正体については、1965年に宇宙背景放射が発見され、宇宙論の進展とともに、さらに近代的な解釈が可能となった。それにもとづけば現在我々が見ている宇宙の暗闇とは、何もない無限の空隙でも、見えない星があるのでもなく、137億年前のビッグバン後しばらくたってからの宇宙の姿である。ビッグバン後38万年までは、宇宙は原子核と電子がばらばらに存在して光は自由に動けなかったが、宇宙の拡大とともに3000Kにまで冷えたとき、原子が生成され初めて光が自由に動けるようになった。これは宇宙の晴れ上がりと呼ばれている。この瞬間からもたらされた熱放射は宇宙膨張による赤方偏移によって冷やされ、およそ1000倍の波長、目で捉えられないマイクロ波の電波を主体とする2.7Kの温度にまで長く引き伸ばされている。我々が現在見ている夜空の暗い背景は、実はこうした原初の宇宙の輝きの放射で覆われていることになる。

### 普及と誤解
このパラドックスそのものは、定常宇宙論を唱えたボンディの1952年の著作『宇宙論』（原題：Cosmology）によって一般に広く知られるものとなった。ボンディはこのパラドックスを19世紀の天文学者オルバースによるものとし、それにその名を冠した。オルバースも先行した議論に言及しなかったため、現在でもパラドックスがオルバースによるとされることがある。オルバースのパラドックスが提示する問題そのものは夜空の暗さという身近な問題である上に、容易に理解できるものであり、またそれついて考えることは宇宙の構造について理解を深めることにもなるため、宇宙論について解説した一般向けの書籍などでこのパラドックスはよく取り上げられる。しかし、専門家の書いた書籍においても、その起源に限らずこのパラドックスの内容やその解決は、しばしば誤解や混乱を伴って受け取られている。
例えば、パラドックスの帰結が「夜空が無限の明るさで輝く」とされることもあるが、これは星の大きさによる重なりを無視してその明るさの総和のみを考えていることにあたり、シェゾーやオルバースが提示した問題そのものとは微妙に異なる。シェゾーやオルバースは、飽くまで幾何光学的に光が直進するとして星の大きさを考え、結果として夜空が無限ではなく、太陽面と同等の有限の明るさになるとした議論を展開している。よって彼らの議論では、前提となる宇宙の大きさは量的な問題で、必ずしもパラドックスに無限の宇宙が必要とされるわけでも、その解決が有限の宇宙ならば常に十分なわけでもない。
さらに、ボンディがその著作で展開した解釈が広まったために、パラドックスの解決が、赤方偏移のために遠方の星が見えなくなっているためであり、パラドックスが成立しないことが宇宙が膨張していることの証拠のひとつであるとしてしばしば取り上げられる。しかし、少なくともパラドックスの帰結が成立していないことは直ちに宇宙の膨張を含意するものではなく、さらに、赤方偏移はボンディが唱えた定常宇宙論での解決となりうるが、ビッグバン宇宙論ではパラドックスに対して大きな役割を果たせないことが理論的考察から示されている。このため、この問題を研究してきた複数の宇宙論研究者は、膨張宇宙や赤方偏移がパラドックスの本質的解決とはならないとしている。一方、実際の観測結果にもとづけば、宇宙で最初の銀河が作られるまでにはビッグバン後およそ数億年を待たねばならない。それ以前の星のない期間は宇宙史の暗黒時代とも呼ばれている。しかも遠方の恒星の密度は現在の宇宙よりまばらで、多くの恒星はさらに後になって形成が進んだ。よって実際にも可視光で見えなくなるほど赤方偏移している恒星は一様な銀河の分布を仮定するよりも少ない。
なお、実際の宇宙におけるパラドックスの議論にはこうした微妙な点を含んでいるものの、一般に、単独ではその影響が距離によって減衰するはずの何らかの放射体が一様かつ無数に分布するとみなせ、その総和が発散あるいは飽和するように考えられるとき、しばしばそうした現象を表すものとしてオルバースのパラドックスの名が援用されている。

## 歴史
夜空の背景が無数の星々によってなぜ白く輝いていないのかという問題は、人々がかつて思い描いていた宇宙の構造と密接に関連した問題であり、その時々に提案された解答は、無限の宇宙や星々を人々がどう捉えているかという宇宙像を反映しそれと表裏をなすものであった。

### 無限の宇宙の登場

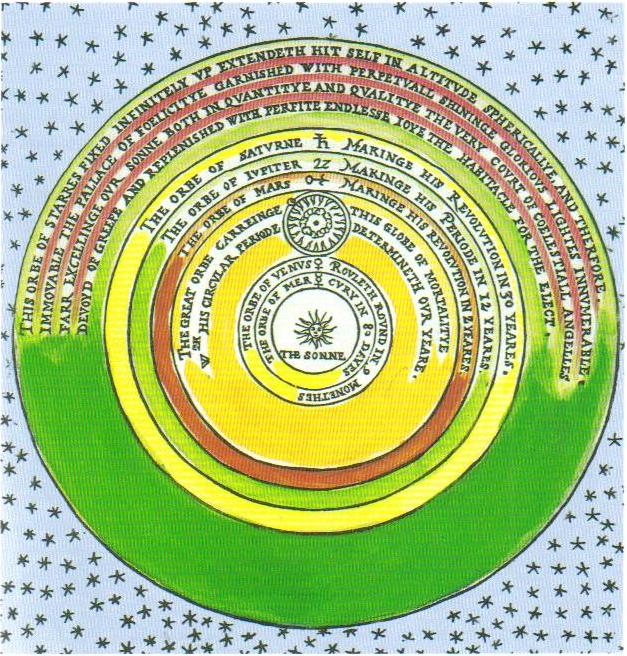
16世紀ディッグズの無限の宇宙像。最外殻の天球には「この星々の天球はそれ自身で丸く高みに広がって無限に設えられ」、「質、量とも太陽をはるかにしのぐ」などとした説明が添えられている。

古代ギリシャ早期の原子論者たちには宇宙を無限の広さをもつものとする考えがみられたが、アリストテレスやプトレマイオス以降、彼らの考えを引き継いだアラビアやヨーロッパでは、星々は天球の最外殻「恒星天」に貼り付いたものであると考えられてきた。当然ながらこの有限の宇宙像ではオルバースのパラドックスにおけるような問題は発生しない。
無限の宇宙を復活させたのは16世紀のイギリスの天文学者トマス・ディッグズであった。当時広まり始めたコペルニクスの地動説では、地球は太陽の周りを回るとされたが、恒星の年周視差は観測にかからず、恒星は非常に遠くにあるとみなさねばならなくなった。広く読まれた一般向けの天文学解説書に1576年ディッグズはコペルニクスの新しい体系を解説した付録『天球の完全な解説』(A Perfit Description of the Cælstiall Orbes）を付し、天球の代わりに無限の宇宙に星々が無数に散らばるとの宇宙像を導入した。このさりげない無限の宇宙像の復活とともに夜空の暗さもまた説明が必要なものとなった。ただしディッグズは無数の星々のほとんどが「我々には見えない驚くほどの距離」にあるため、単に無数の星の輝きを見ることができないのだとしている。肉眼において視細胞は小さな単一の光源として6等星より暗い星の光を感知できないが、ここでは、星団や天の川のように集団となった光における星々の数と明るさの打ち消しあいの関係はまだ認識されていない。

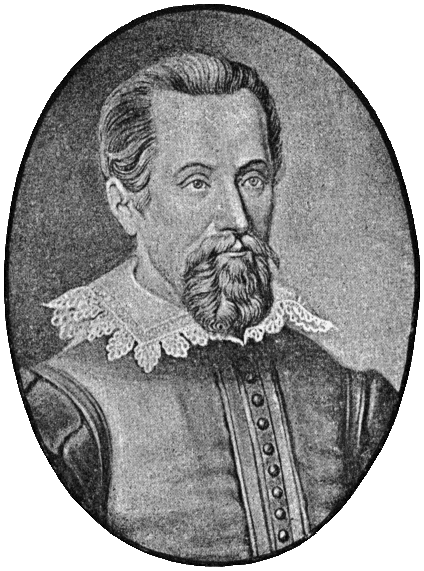
ヨハネス・ケプラー（1571年 - 1630年）

地動説に賛同しその惑星の運動を解明した著名な天文学者ヨハネス・ケプラーは、一方で神秘主義的な考えに固執し「恒星天」の考えを堅持した。ケプラーにとって、ディッグズやジョルダーノ・ブルーノ、あるいはウィリアム・ギルバートらによって広まりつつあった無限の宇宙という考えは、太陽の特権的地位をおとしめるものであった。1611年にガリレオの『星界の報告』を讃えた手紙の中で、ケプラーはこの夜空の暗闇の問題に言及している。そこにおいて、夜空の暗さこそ宇宙が有限であることを証明する証拠のひとつとされた。その論証においてケプラーは星々が太陽と同じ性質のものなら「すべての星々を全部一緒にしても、最も近いところにすら大層ほの暗い光しか送ってこないのはなぜだろうか」と問うている。ケプラーはこれに自ら答えて、宇宙には全天を覆うほどの星が元々存在しておらず、ガリレオが望遠鏡によって発見した暗い数多くの星々は、遠くにあるのではなく他の星と同じ距離だが太陽よりもずっと小さく弱々しくしか輝いていないのだとみなした。

### 万有引力が要請する無限の宇宙

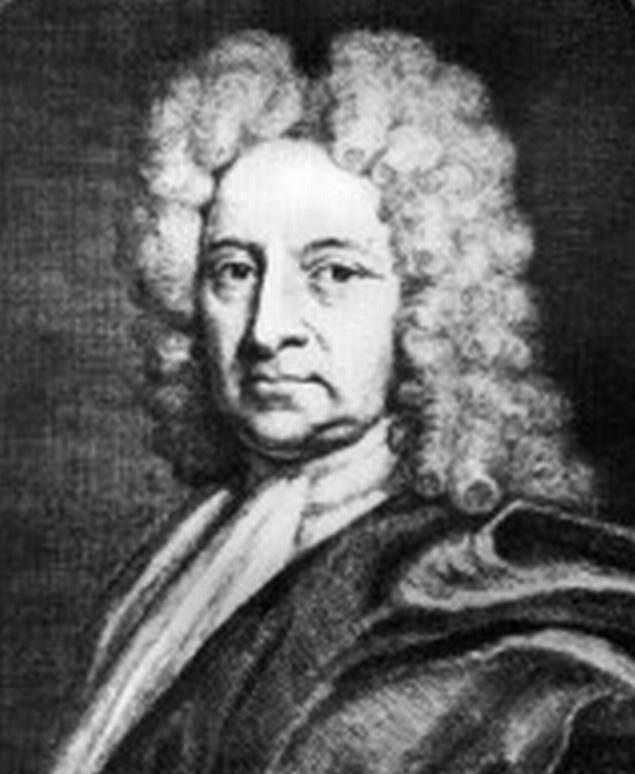
エドモンド・ハレー （ユリウス暦1656年 - 1741年）

しかしニュートン力学の登場とともに、無限の宇宙という考えは力学的な要請としても考えられることになった。アイザック・ニュートンは、リチャード・ベントレーから示唆を受けて、自ら定式化した引力のみの重力相互作用のもとで星々が互いに接近せずに安定したものであるためには、無限の宇宙とほぼ均一に分布する無数の星をもたねばならないと考えた。もし宇宙が有限なら、星は互いの引力によって引き付けあい「全空間の中心に落ち込んで、一つの大きな球形の物体に固まる」だろうと考えられたからである。ただし同時に無限に均一に星が広がった体系が針先で立った針のように力学的に不安定で、わずかな擾乱で崩れ去ってしまうことも認識し、『プリンキピア』第2版において、最終的に星が離れ離れであるのは神の摂理の現れなのだとした。
ニュートンの盟友であるエドモンド・ハレーは1721年の2つの短い論文で、昔ながらの「形而上学的パラドックスそのもの」とも見えるニュートンの無限の宇宙という考えの合理性を力説しているが、その中でおそらくケプラーの議論を踏まえ「もし恒星の数が有限の数以上のものであったなら、その見かけの天球の全表面は明るく輝くはずだろうという主張を聞いたことがある」として、それに反論を試みている。しかし、そこでは混乱した数学的推論から長さと面積を混同し、明るさは2乗で変化するのに長さは1乗でしか変化しないとして、遠くの星々の寄与は距離とともに小さくなると誤って判断した。

### シェゾーとオルバース

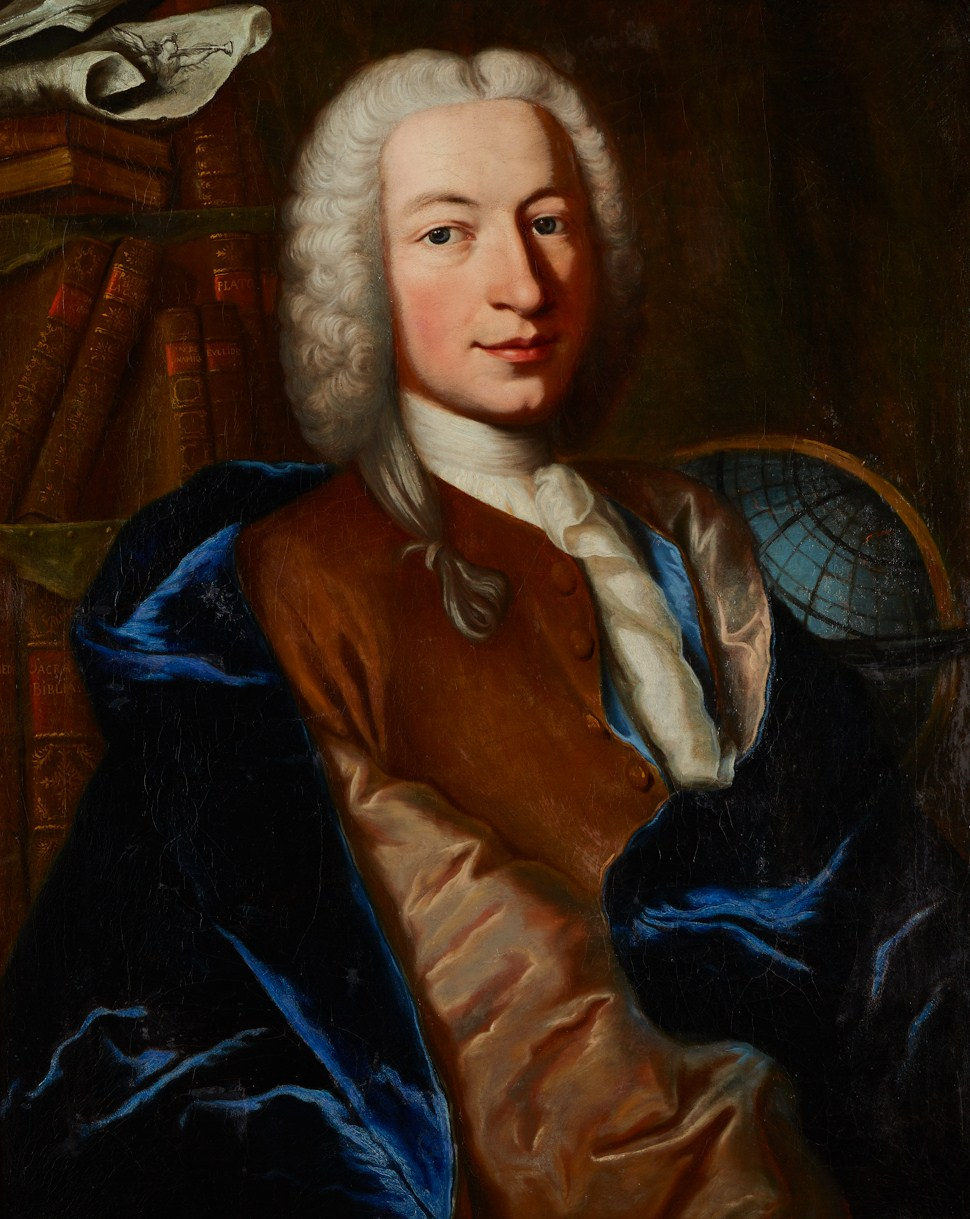
ジャン＝フィリップ・ロイス・ド・シェゾー（1718年 - 1751年）

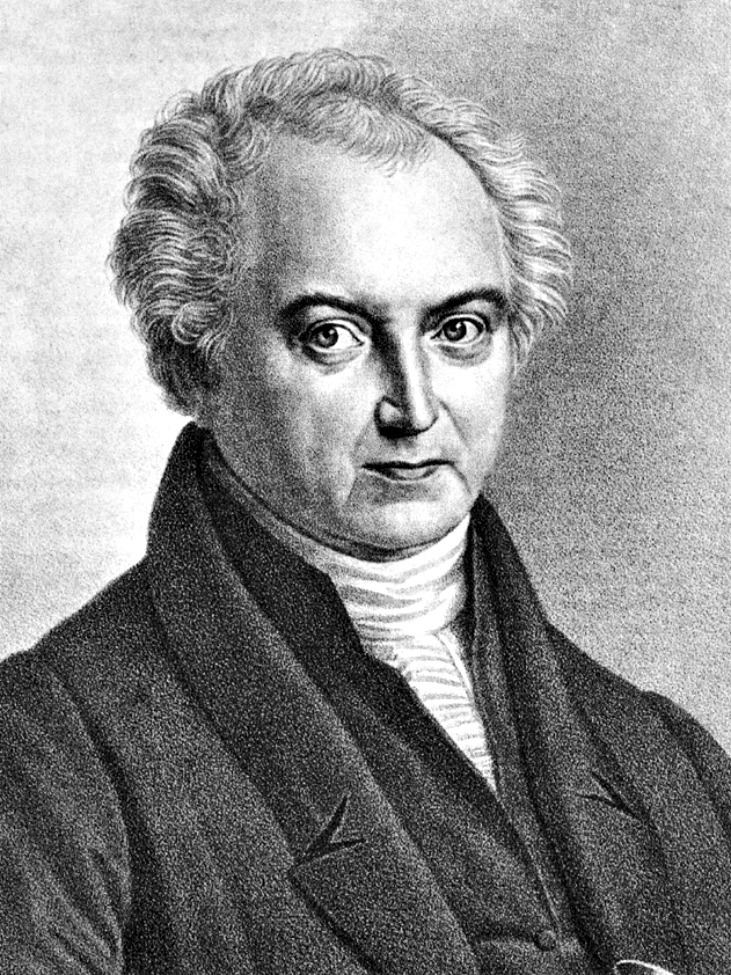
ヴィルヘルム・オルバース（1758年 - 1840年）

ハレーそのものの議論には言及していないものの、その不備を正しパラドックスを正しく定式化したのはスイスのジャン＝フィリップ・ロイス・ド・シェゾーだった。1744年のシェゾーの著作『1743年12月および1744年1月、2月、3月に現れた彗星について』(Traité de la Comète qui a Paru en Décembre 1743 & en Janvier, Février & Mars 1744) の付録のひとつで集団としての星の明るさが定量的に求められ、このときパラドックスがはっきりとその姿を表した。シェゾーは無限の彼方まで均一に恒星が分布するとすれば、ある距離の球殻に含まれる恒星の数が太陽系からの距離とともにその2乗で増えると見積もることができ、距離の2乗に反比例する見かけの表面積と相殺しあうことを正しく認識していた。これにより、星の重なりを考慮すれば、宇宙のどの方向を考えてもほとんど必ずどこかの星の表面に行き当たることになる。
シェゾーは、星が太陽とほぼ同じ明るさをもつとすると、空はどこも太陽表面と同じ明るさをもち、球面上の面積比から空全体では太陽の9万倍の明るさとなることを示した。またシェゾーは近距離の恒星の距離もおおよそ正しく推定しており、そこから、星が夜空を埋め尽くすために必要な距離が 6×1015 光年（6千兆光年）であると推計した。このいわば星の光における平均自由行程は、背景限界と呼ばれる。シェゾー自身は、無限の宇宙を想定しており、夜空の暗さは宇宙空間を進む間に光が吸収され、自らの計算よりも光が暗くなるためだと考えた。
現在このパラドックスに名を冠されるドイツのヴィルヘルム・オルバースは、シェゾーに80年近く遅れて1823年にハレーの議論の問題を再び指摘するとともに、恒星が均一でなく星団のように集団をなしていたとしても、その星団が均一に分布していれば問題は同じであり、パラドックスは解決しないことを付け加えた。オルバースもまたシェゾーと同じくパラドックスの解決を宇宙が透明でないことによる光の吸収に求めていた。オルバースはシェゾーの著作を蔵書としていたが、シェゾーの業績について言及しなかった理由は明らかではない。

### 熱放射の問題

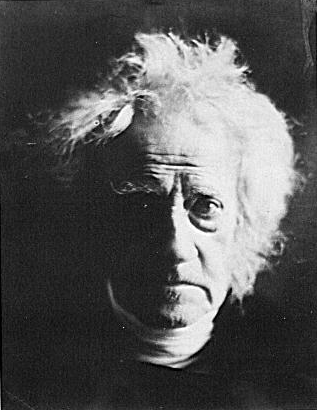
ジョン・ハーシェル（1792年 - 1871年）

これらの時代、空が恒星に覆われたときの熱放射やエネルギー保存の問題はまだはっきりと認識されていなかった。しかしパラドックスの推論が示すように地球のような天体があらゆる方向から恒星の表面温度に相当する放射を受ければ、天体は平衡状態に達するまでに少なくとも数千度の恒星の表面温度にまで熱せられることになる。言い換えれば、宇宙がこのように暗いことは、地球が太陽の 6000 ℃ の放射光を受けながら、その熱を冷たい宇宙空間に捨てることでわれわれが生存可能な温度を保てていることを保証するものでもある。
このことは、シェゾーとオルバースがパラドックスの解答と考えた議論、すなわち宇宙が透明でなく塵のような星間物質が光を吸収するとした議論も無効にする。光を吸収した星間物質は、やがて同様に数千度にまで加熱され、恒星と同じように輝き出すことになり、吸収は平衡状態までの時間的猶予をもたらすだけだからである。こうした最初の指摘はジョン・ハーシェルが1848年に行っていた。しかしこの議論が十分認められるまでには、宇宙における吸収と放射による平衡状態についての物理学的理解が深まるまでのおよそ1世紀の時間を要した。

### 単一の島宇宙

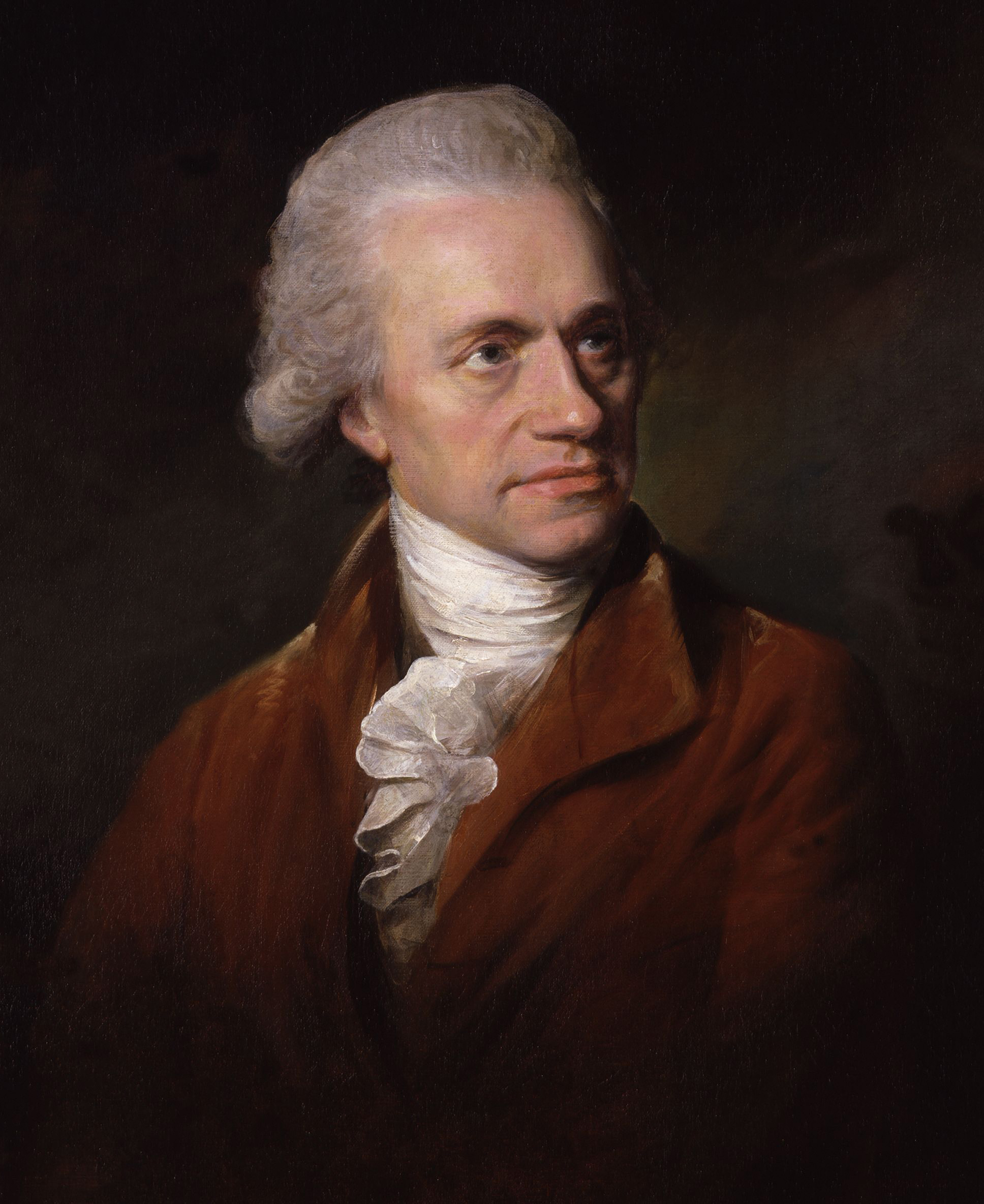
ウィリアム・ハーシェル（1738年 - 1822年）

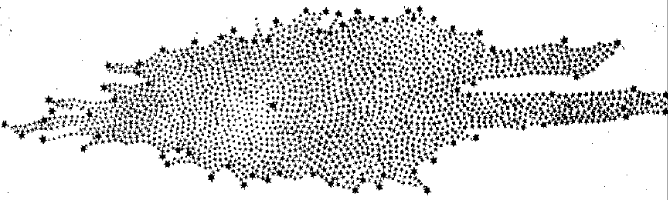
ウィリアム・ハーシェルが観測によって導き出した扁平の島宇宙。もしこれに示された範囲にしか星が存在しないのなら、夜空の暗闇は無限の空隙を覗いていることになる。

1750年、トマス・ライトは天の川に関する考察から、惑星が太陽の周りをめぐるように恒星はある中心をめぐる銀河系をなしていると見抜き、さらに宇宙はこうした多数の銀河系の集まりからなるという先駆的な宇宙像を提唱した。その後、ジョン・ハーシェルの父、ウィリアム・ハーシェルは巨大な望遠鏡を用いた詳細な観測から実際、星が実際ひしゃげた銀河系、もしくは島宇宙（しまうちゅう、island universe）という集団構造をなしていることを初めて捉えた。ウィリアムが捉えたものは、実際には銀河系の一部だけではあったものの、こうして宇宙には星が均一に分布するのではなく、太陽系は星が密集した部分に存在することが明らかとなった。
ウィリアム・ハーシェルもライトと同じように当初宇宙がこうした多数の島宇宙からなると考え、星雲として知られるものの多くがそうした他の島宇宙であると考えたが、やがてその考えを捨て宇宙には我々の単一の島宇宙が存在するのみだと考えるようになった。こうしてジョン・ハーシェルも含めて19世紀の天文学者の多くは、この単一の島宇宙という宇宙像を共有することになった。この差し渡し数千光年の有界な領域の外にはただ無限の空隙が存在するとした宇宙像はオルバースのパラドックスの解決となる。
しかし1924年、エドウィン・ハッブルが、それまで銀河系内の星雲なのか銀河系外の別の銀河なのか不明であったアンドロメダ星雲中にケフェイド変光星を発見し、その距離を明らかにしたことによって、それが我々の銀河系とは別の銀河系であることが判明した。このタイプの変光星は変光周期と絶対的な明るさとの間に一定の関係があり、周期と見かけの明るさの観測からその距離を割り出すことができる。こうして、単一の島宇宙という考えは捨てねばならなくなった。宇宙にはこのような銀河が多数存在し、これによって再び夜空の暗闇は説明が必要とされるものとなった。

### フラクタル宇宙

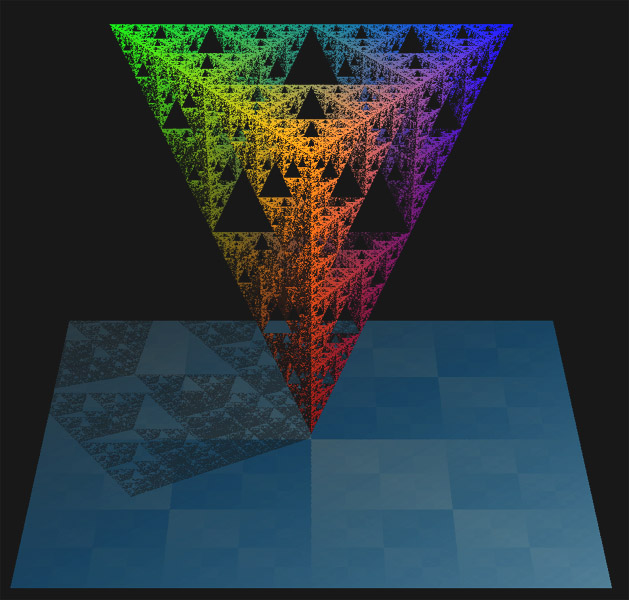
シェルピンスキの四面体とも呼ばれるフラクタル図形。全体が半分のスケールの相似な図形4つからなるこの図形のフラクタル次元はちょうど2となる。この図形では背景が覆われるかどうかは見る方向に依存する。図の方向からはいたるところで向こう側を見通す間隙があるが、四面体の6つの辺のどれかを真正面から見る向きからならば背景は覆い隠される。

一方で、多数の恒星からなる銀河系が散らばる宇宙という新たな宇宙像は、宇宙の階層構造により謎が解決されるかもしれないという新たなアイデアを生み出した。すなわち、恒星が銀河という集団を作り、その銀河同士がさらに大きなスケールで再び集団を作る、といったことがもし無限に繰り返されていれば、星の間に暗い隙間が残る可能性がある。1848年にはすでにジョン・ハーシェルが、恒星が現代で言うところのフラクタル状の階層構造をもてば、無限の島宇宙が存在してもパラドックスは発生しないかもしれないとリチャード・プロクターに宛てた手紙の中に記していた。また、ライトの研究に感銘を受けた著名な哲学者イマヌエル・カントも同様の無限の階層をもつ宇宙像を思い描いていた。
現代的に言えば、宇宙が無限でフラクタル構造を持つとすれば、星の分布のフラクタル次元が平面と同じ2よりも小さいときには、星はまばらとなり宇宙には暗闇が生き残るのに十分なものとなる。すなわち、例えばスケールを2倍に拡大したとき、8倍に増える体積の中で星の数が4倍未満でしか増えないという関係が無限のスケールまで拡大したときに成り立つようなら、夜空の星は暗闇を残し離ればなれのままとなる。こうしたまばらな階層的宇宙像は別の力学的問題も解決すると思われたため、20世紀はじめにカール・シャーリエらによって熱心に主張され一定の支持を得た。

### 定常宇宙論

定常宇宙論の時空。縦軸が時間、横軸が空間。定常宇宙論ではインフレーション宇宙のように空間が指数的に拡大すると考える。地球（青丸）上の観測者は、光円錐（黄）に沿ってやってくる過去からの無数の星（白）で覆い尽くされた空を見ることになるが、これは赤方偏移で見えないのだとされた。しかし、この見方は実際の背景放射をうまく説明できなかった。

しかし科学者の描く宇宙像は、20世紀前半に根本的な変化を受けることになった。アインシュタインやド・ジッター、フリードマンによる一般相対性理論の宇宙論への適用と、スライファーとハッブルによる遠い銀河の赤方偏移の発見という洗礼を経て、1930年代に宇宙は膨張しているという考えが示された。宇宙は遠くの銀河をわれわれから光速以上で運び去り、よって我々が観測可能な宇宙には限界がある。
1948年にはガモフらによって、宇宙はビッグバンにより始まり有限の年齢を持つとした現在広く受け入れられている見方が示された。しかし、有限の宇宙に回帰するかのようなこの宇宙論はすべての人にただちに受け入れられたのではなかった。ハーマン・ボンディやトマス・ゴールド、フレッド・ホイルらは、同じころ同様に当時の観測事実を説明できるものとして定常宇宙論の考えを提案した。これは遠い銀河の赤方偏移から宇宙が膨張していることは認めたものの、空間から新たに物質と星が生まれているのだとし、宇宙は過去も未来も定常であるとしたものである。定常宇宙論の宇宙では、膨張が光速を超える境界（事象の地平面）から外は見えないものの、宇宙は無限の過去から続いており、やはり空を見上げた視線はいずれもやがて遠い過去の星へとたどり着く。しかし、これら遠くの星々の光は赤方偏移によって引き伸ばされることとなるため人の目で見ることはできず、宇宙は暗闇に見えるのだとする。
1950年代、著書の中で「オルバースのパラドックス」の名で夜空の暗闇のパラドックスへ人々の注意を向けさせたのは、まさにこのボンディであった。この著作は広く読まれ、後にビッグバン宇宙論が主流となってからも、このパラドックスそのものとこの解決が広く浸透することとなった。1965年には宇宙背景放射が発見され、宇宙がどの方向にも十分に一様でほとんど黒体放射に近いマイクロ波の放射で覆われていることが明らかとなった。この一様な背景放射は、定常宇宙論が導くような遠い過去の恒星の赤方偏移としてはうまく説明できず、ビッグバンにより始まる有限の年齢の宇宙という宇宙像が受け入れられるようになり、定常宇宙論は支持を失っていった。

### 恒星の年齢

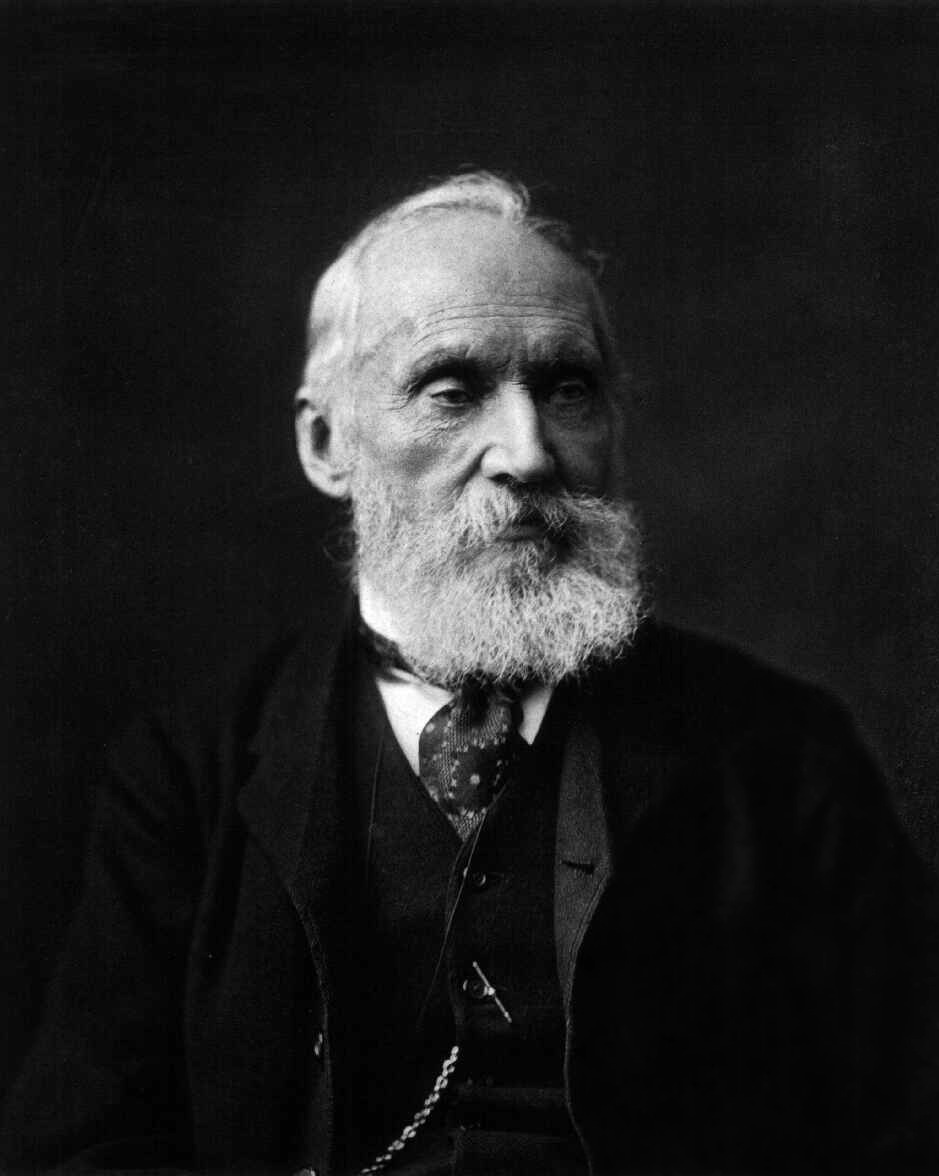
ケルヴィン（ウィリアム・トムソン）（1824年 - 1907年）

こうした20世紀の宇宙論の激変はこのパラドックスの様相を大きく変えた。しかしパラドックスを解決するには、定常宇宙論であるかビッグバン宇宙論であるかに関わらず、膨張宇宙の考えは必ずしも要るものではなく、より単純な考察で十分である。レーマーらが掩蔽の観測からすでに17世紀に光の速度が有限であることを示していたため、われわれが見ることのできる星々ははるか過去のものであることは明白であった。よってそれまでの議論では、暗黙裡に恒星が、少なくとも背景限界を光が横切る時間よりも長期の昔から今と変わらず輝きつづけていたことを仮定している。しかし科学的探求が恒星の輝きの原因にまで及ぶとともに、星の寿命はそれよりもはるかに短いと見積られるようになっていた。ケルヴィンは、恒星が背景限界に対応する時間よりもずっと短い過去からしか輝きつづけていないとすれば、ちょうどその比に対応して夜空で星の占める割合が決まると導いた。ケルヴィンによれば、この比はわずか1兆分の1に満たない値であった。こうした結果は1884年にケルヴィンがアメリカの物理学者を対象に行った講義の講義録のひとつとして、1901年以降、論文や書籍の付録として出版された。しかしこの内容は、夜空の暗さについての疑問とそのパラドックスの歴史を探求してきた天体物理学者エドワード・R・ハリソンによって再発見されるまで、その後ほとんど忘れ去られることとなった。
1987年『夜空はなぜ暗い？』(Darkness at Night) を著したハリソンはまた、作家 エドガー・アラン・ポーが晩年著した散文詩『ユリイカ』（Eureka、1848年）の中で夜空の闇について次のように記していたことを紹介している。
ポーが光線が届いていないとした理由を星がまだ形成されていないためであると解釈するなら、これは定性的にではあるが、ケルヴィンの考えを先取りしていたことになる。

### 物質の不足と赤方偏移の影響
ケルヴィンの恒星の年齢という議論は、宇宙に存在する物質がその質量をどの程度放射に変えられるかという点で、宇宙論のあり方以前に本質的なものであり、宇宙に存在する物質の密度がパラドックスの成立に必要とされる量には遥かに及ばないという議論に結びつく。実際の恒星は質量の0.1パーセントほどを放射に変えるだけであるが、ハリソンによれば、仮に宇宙の物質が質量のすべてを放射に変えるとしても、そのエネルギーは恒星の表面温度より遥かに低い20Kの温度にしか相当しない。これはどのようにしても、恒星の輝く状態で宇宙全体を平衡状態に達せられるほど元々星の寿命を長くできず、星から発せられた放射が空間を十分満たす遥か以前に星が消滅してしまわざるをえないことを意味している。すなわち、宇宙がいかに広く、年齢が大きくとも、現在の宇宙の物質の密度では宇宙を恒星の表面温度レベルの放射で満たすことはできない。宇宙が放射で満たされるために必要な時間は背景限界に相当する 1023 年のオーダーとなるが、恒星の寿命はおよそ 1010 年ほどであり、オルバースのパラドックスが成立するためには、宇宙の大きさによらず現実の10兆倍ほどの密度で物質が存在していなければならない。
また、ハリソンは宇宙が膨張し遠方からの放射は赤方偏移で冷やされても、時間に関する距離の伸びが一定なら、通常の膨張宇宙モデルでは赤方偏移は放射のエネルギー全体を半分にしか減らせず、ほとんどの放射は赤方偏移の小さな近距離の星からの放射からならざるを得ないと主張している。天体物理学者ポール・ウェッソンもほぼ同様の結論を導いているこのことは、仮にすべての星が赤方偏移せずに地球に降り注いだとしても、夜空の明るさは全体としてせいぜい数倍程度にしかならず、10兆倍という背景限界から導かれる制限と比べてわずかな寄与しかもたらさないことを示している。よって、赤方偏移はオルバースのパラドックスが成立しない本質的理由とはなりえない。

## 背景限界
恒星の大きさを考慮するとき、宇宙がある程度の大きさをもてば恒星の表面で埋め尽くされていくことになる。夜空が星によって埋め尽くされるのにおよそ必要となる距離は上述のように背景限界または背景限界距離と呼ばれる。これは粒子が気体などの中を分子と衝突せずに進める平均距離として知られる平均自由行程の概念と本質的に同等のものであり、以下のように見積もることができる。
地球を中心として半径 r に広がる微小な厚み dr を持つ球殻を考える。上述のように、そこに含まれる星が空を覆う割合は球殻の大きさ r によらないはずである。簡単のため、恒星が単位体積あたり n 個の割合で一様に存在するとし、星がすべて断面積 σ（星の半径を a とすれば σ = πa2）を持つとする。球殻に含まれる星の単位面積あたりの数は、n に厚み dr を乗じて ndr と期待される。このとき球殻の全表面積に対するそこに含まれた星の表面の割合とは、単位面積当たりの星の表面積の総和に他ならず、これは星ひとつあたりの断面積 σ をさらに乗じて nσdr となる。実際これは r に関係しない。ここで長さの次元を持つ量として
{\displaystyle \lambda ={\frac {1}{n\sigma }}}
と置けば、こうした球殻の星は dr/λ という一定の割合で空を覆っていくと期待される。
このとき星が互いに関係なく分布するなら、星は距離に関してこの一定の割合で背景を覆い隠し、背景が指数関数的に少なくなっていくはずである。実際、距離 r までの星によって覆われていない空の背景の割合を β(r) で表すなら、距離 r, 厚み dr の球殻は新たに全体の β(r)dr/λ だけの割合を覆うと期待されるので、その微小な変化量は dβ(r) = −β(r)dr/λ である。β(0) = 1 であるから、β(r) は r とともに減少する指数関数、
{\displaystyle \beta (r)=e^{-{\frac {r}{\lambda }}}}
で表される。ここで λ は、これらの仮定のもとで空が星に覆われる割合の指数関数的な変化を特徴付ける距離であり、地上から空を見上げたとき視線が星の表面に至るまでの距離の平均値となる。この文脈では背景限界と呼ばれるが、これは星と星の光における平均自由行程に他ならない。
太陽系近傍の星の密度を参考に、概算値として n = 10−50 個/m3 ≈ 0.01 個/光年3（およそ一辺5光年の立方体に1つ）、恒星の断面積を σ = 1019 m2（太陽の2倍弱の半径）とするなら、背景限界 λ は λ = 1031 m ≈ 1015 光年程となる。この例は18世紀のシェゾーの得た値に近く、現在の知識では実際に観測できる宇宙の大きさよりもおよそ5桁ほど大きい。加えて、実際の宇宙は銀河系や銀河団に星が密集し、その間には星のない空隙が広がるので、実際の背景限界はこの見積もりよりはるかに大きくなる。ハリソンは、背景限界として λ ≈ 1023 光年という値を与えており、これは宇宙の大きさよりおよそ13桁上、すなわち10兆倍の大きさである。
上式から逆に、星の輝く宇宙が地球から背景限界の k 倍の距離まで広がっていると想定すれば、そのとき夜空が星に覆われている割合 α は α = 1 − β(kλ) = 1 − e−k と求められることになる。上のハリソンが示す値では k は10兆分の1となるように非常に小さいと考えられるので、指数関数の近似として ex ≈ 1 + x (x ≈ 0) を取れば、これはおおよそ、
{\displaystyle \alpha \approx k}
を意味する。この近似は星の重なりを無視した場合に相当している。結局、背景限界と実際の観測可能な距離との比がほぼ宇宙の星と暗闇の比に等しくなる。この結果は上述のケルヴィンが得た結果に他ならず、これは重なりを無視して一定の割合で背景が減少する場合であることを考えるなら直観的にも理解できる。このことからパラドックスを逆に考えるなら、我々が実際に見る夜空の暗闇の背景の割合だけ、宇宙は背景限界よりも手前までしか見えていないことになる。この α ≈ k は太陽の輝きが覆った空と、星空の明るさとの比とも等しい。すなわち、星が一様に分布し、星の絶対的な明るさが平均的に我々の太陽と等しいとするなら、太陽表面で感じるであろう灼熱の明るさと、実際我々が見る夜空のおぼろげな星明り全体の明るさとの比が、背景限界の距離と星が輝く限界までの距離の比にほぼ等しくなる。